# Karl Schöchlin
Karl F. Schöchlin, švicarski veslač, * 13. junij 1894, † 7. november 1974.
Schöchlin je za Švico nastopil na Poletnih olimpijskih igrah 1928 in tam z dvojcem s krmarjem osvojil zlato medaljo.